# 聖阿薩納西奧斯 (希臘)
聖阿薩納西奧斯（希臘語：Άγιος Αθανάσιος）是希腊中马其顿大区塞萨洛尼基专区的一個城鎮和旧市镇。在2011年地方政府改革後，成為哈尔基宗市镇的一个市区。2021年人口数量為13,026人。作为市区的聖阿薩納西奧斯面積為155.34平方公里，而市区下同名社區的面積為35.527平方公里。

## 地理
聖阿薩納西奧斯是一個在塞薩洛尼基专區內的小鎮，位於塞薩洛尼基以西20公里處，在塞薩洛尼基到雅典的舊國道上。據2011年人口普查，聖阿薩納西奧斯的人口為4932人，前聖阿薩納西奧斯市镇的總人口為14683人。聖阿薩納西奧斯是塞薩洛尼基州最大的難民小鎮，建立在過去用於連接塞薩洛尼基與西馬其頓和希臘南部的舊國道上。

## 歷史
当今的城鎮是由來自東色雷斯的25個村莊和小亞細亞士麥那地區的7個村莊的難民所建立。難民們從1922年10月到1924年搬到了聖阿薩納西奧斯。1922年10月，第一批難民在Kavakli的莊園（manoir ，即鄂圖曼帝國土地管理制度的chiflik）定居。第一批25個家庭來自東色雷斯的Kermeni。除了Kavakli莊園，該地區還有Paliocopi、Tsalkato、Kouloupantza和Tsalikovo莊園。1850年左右，佃農們建造了聖喬治小教堂，這是該鎮最古老的建築。第一批難民被安置在為數不多的簡陋房屋裡，以及Kavakli莊園的儲藏室和馬厩裡。直到1924年秋天，約有600個家庭，也就是約2800名居民在此定居。該鎮的第一個名字是佩林托斯（Perintos），取自東色雷斯的一個古鎮。1928年，該鎮被命名為聖阿薩納西奧斯。這裡的人們從事農業以及牲畜飼養，他們從未忘記過其家鄉習俗。聖阿薩納西奧斯目前是一個現代化、發展良好的城鎮，有三間托兒所、兩所小學、一所國中、一所高中和一所職業高中。

## 馬其頓陵墓
1994年，發現了兩座可追溯到西元前4年的小型古馬其頓人的陵墓。

## 圖庫

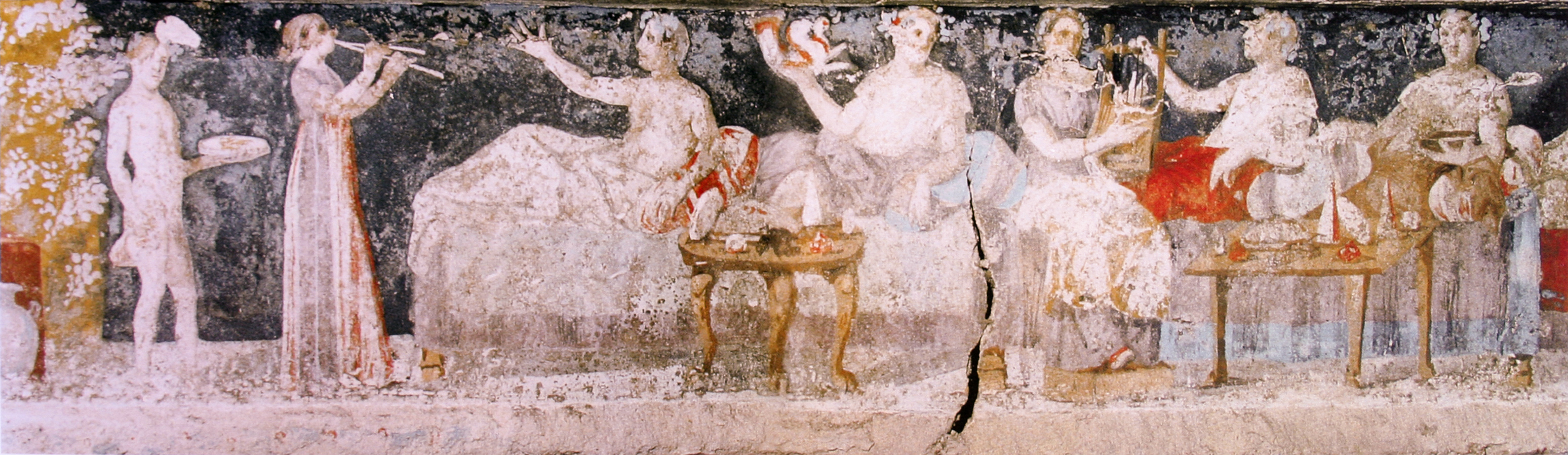
墓中的宴會場景
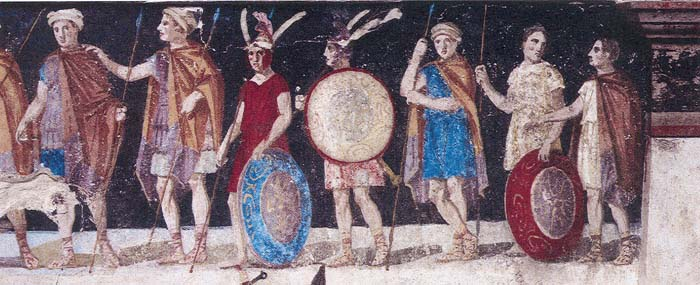
馬其頓士兵的壁畫
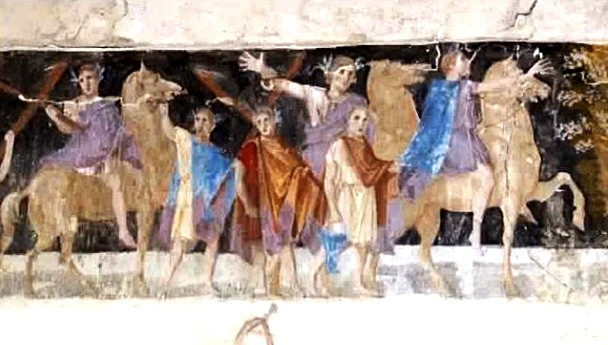
馬其頓士兵的壁畫
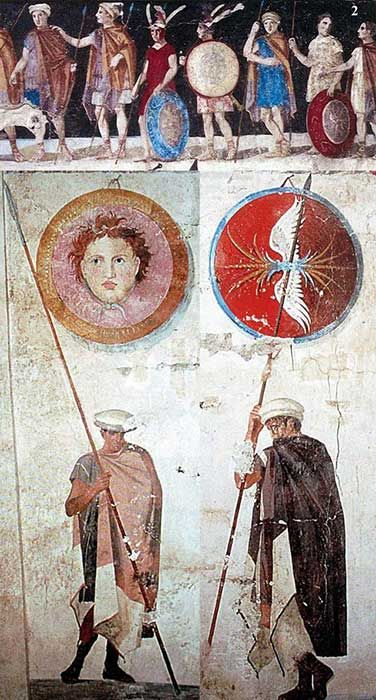
古代馬其頓士兵、盾牌和薩里沙長矛的繪畫